# La Forclaz
La Forclaz település Franciaországban, Haute-Savoie megyében. Lakosainak száma 225 fő (2022. január 1.). La Forclaz La Baume, Chevenoz, La Vernaz és Vinzier községekkel határos.

## Népesség
A település népességének változása:
| Lakosok száma | 217  | 230  | 240  | 233  | 232  | 227  | 226  | 226  | 225  |
|               | 2013 | 2015 | 2016 | 2017 | 2018 | 2019 | 2020 | 2021 | 2022 |